# RoboGeisha
Pour plus de détails, voir Fiche technique et Distribution.
RoboGeisha (ロボゲイシャ) est un film japonais réalisé par Noboru Iguchi, sorti en 2009.

## Synopsis
Yoshie et Kikue Kasuga, deux sœurs geishas, reçoivent des implants cybernétiques et deviennent des assassins cyborgs.

## Fiche technique
- Titre : RoboGeisha
- Titre original : ロボゲイシャ
- Réalisation : Noboru Iguchi
- Scénario : Noboru Iguchi
- Musique : Yasuhiko Fukuda
- Photographie : Yasutaka Nagano
- Production : Naobumi Ashi, Akira Fujita, Kazunari Ohkuma et Yui Shibata
- Société de production : Kadokawa Eiga, Movie Gate, Pony Canyon et T.O. Entertainment
- Pays de production :  Japon
- Genre : Action, comédie et science-fiction
- Durée : 102 minutes
- Dates de sortie : 
  - Japon : 3 octobre 2009[1]

## Distribution
- Aya Kiguchi : Yoshie Kasuga
- Hitomi Hasebe : Kikue Kasuga
- Takumi Saitō : Hikaru Kageno
- Etsuko Ikuta : Kinu
- Asami Kumakiri : Kotone
- Shōko Nakahara : Hideko
- Asami : Yasuko
- Kentarō Kishi : Hikomaru Sagawa
- Shigeki Terao : Kiyohiko Sagawa
- Mariko Takayama : Suzuko

## Accueil
Rob Hunter pour Film School Rejects (en) estime que le film a des moments amusants mais a un humour globalement lourd.